# Чагодоща

Бассейн Рыбинского водохранилища и Белого озера

Чагодо́ща — река в Ленинградской и Вологодской областях России, левый и самый крупный приток реки Молога (бассейн Волги). На участке от истока до устья Песи называется Чагода.
Длина реки — 242 км, площадь водосборного бассейна — 9680 км², средний расход у села Мегрино — 55,4 м³/с. Питание смешанное, с преобладанием снегового. Замерзает в ноябре — декабре, вскрывается в апреле — начале мая.
На реке расположен рабочий посёлок Чагода.
Чагода берёт начало из озера Большого Шибковского (ранее озеро называлось Чагода) на Тихвинской гряде на юго-востоке Ленинградской области, течёт главным образом на восток. Ширина реки в верхнем течении — около 20 метров, ниже устья Горюна река расширяется до 50—60 метров, ниже устья Песи ширина превышает 100 метров, однако на порожистых участках река сужается. Берега реки почти на всём протяжении лесистые, иногда обрывистые. Течение среднее, ускоряющееся на перекатах и небольших порожках.
Перекаты на реке находятся в верхнем течении, ниже посёлка Чагода они исчезают, река на этом участке течёт медленно, сильно петляет и образует много стариц. Однако в нижнем течении перед впадением в Мологу течение вновь ускоряется и река вновь образует цепочку перекатов и небольших порожков — Горынь, Буг, Вяльская гряда. Река ограниченно судоходна в высокую воду.
Река являлась частью Тихвинской водной системы.
По мнению археолога В. И. Равдоникаса, один из вариантов Волжско-Балтийского пути (из варяг в арабы) проходил по реке Сяси, Воложбе, волоку до реки Чагоды, Чагодоще, Мологе и Волге до города Булгар.
Река пользуется популярностью у туристов-водников и рыбаков.

## Данные водного реестра
По данным государственного водного реестра России, относится к Верхневолжскому бассейновому округу. Речной бассейн — (Верхняя) Волга до Куйбышевского водохранилища (без бассейна Оки), речной подбассейн — реки бассейна Рыбинского водохранилища, водохозяйственный участок — Молога от истока до устья.
Код объекта в государственном водном реестре — 08010200112110000006702.

## Притоки
(расстояние от устья)
- 15 км: река Мерёжа (пр)
- 57 км: река Мерёжка (лв)
- 65 км: река Внина (Горицкая) (лв)
- 120 км: река Нижняя (лв)
- 121 км: река Средняя (лв)
- 122 км: река Харзинка (лв)
- 131 км: река Песь (пр)
- 140 км: река Лидь (Ледь) (лв)
- 142 км: река Устенка (Сосонка) (лв)
- 147 км: река Смердомка (Смердомля) (пр)
- 150 км: река Городенка (пр)
- 157 км: река Горюн (лв)
- 167 км: река Тушемелька (лв)
- 195 км: река Пчелинка (лв)